# Chamaerhodos canescens
Chamaerhodos canescens là loài thực vật có hoa trong họ Hoa hồng. Loài này được J. Krause mô tả khoa học đầu tiên năm 1922.